# ويد باتون
ويد باتون (بالإنجليزية: Wade Paton) هو لاعب هوكي الحقل جنوب أفريقي، ولد في 21 مارس 1986.

## وصلات خارجية
- ويد باتون على موقع الاتحاد الدولي للهوكي (الإنجليزية)
- ويد باتون على موقع اتحاد جنوب إفريقيا للهوكي (الإنجليزية)
- ويد باتون على موقع اللجنة الأولمبية الدولية (الإنجليزية)
- ويد باتون على موقع أوليمبيديا (الإنجليزية)
- ويد باتون على موقع اتحاد ألعاب الكومنولث (مؤرشف) (الإنجليزية)